# Claude Robert (storico)
Claude Robert (Chesley, 1564 – Chalon-sur-Saône, 1637) è stato un presbitero e storico francese, primo editore di Gallia christiana.

## Biografia
Ordinato presbitero attorno al 1587, fu precettore del giovane André Fréymot (1573-1641) il quale nel 1604 divenne arcivescovo di Bourges e nominò Robert suo consigliere nell'amministrazione della diocesi. Dopo che Fréymot lasciò Bourges, Robert fu arcidiacono e vicario generale della Diocesi di Langres. In quest'ultima sede nel 1626 Robert pubblicò una prima edizione di Gallia christiana con l'approvazione del cardinale Cesare Baronio. L'opera aveva l'intento di presentare i dati relativi a tutte le diocesi cattoliche e a tutti i monasteri della Francia, divisi per province; in particolare forniva una breve storia delle sedi metropolitane, delle cattedrali e delle abbazie oltre a fornire dati biografici su vescovi, abati e badesse.
Successivamente lo stesso Robert progettò una versione riveduta dell'opera dando incarico ai fratelli Scévole II e Louis de Sainte-Marthe, storiografi del re di Francia, di procedere a un rimaneggiamento dell'opera Gallia christiana. L'impresa sarà portata a termine, un ventennio dopo la morte di Robert, dai tre figli di Scévole II (Pierre, Abel e Nicole-Charles) con una edizione in quattro volumi.